# Lille gultoppet kakadu
Lille gultoppet kakadu (latin: Cacatua sulphurea) er en fugl i familien kakaduer i ordenen papegøjer, der lever i Indonesien.